# 雅茅斯 (麻薩諸塞州)
雅茅斯（英語：Yarmouth）是一個位於美國麻薩諸塞州巴恩斯特布爾縣的鎮。

## 人口
根據2020年美國人口普查的數據，雅茅斯的面積為73.10平方千米，當中陸地面積為62.57平方千米，而水域面積為10.53平方千米。當地共有人口23793人，而人口密度為每平方千米325人。